# Campanario
Campanario ist eine Gemeinde (municipio) mit 4.705 Einwohnern (Stand: 2024) in der spanischen Provinz Badajoz in der Autonomen Gemeinschaft Extremadura. 

## Lage
Campanario liegt etwa 140 Kilometer östlich von Badajoz und etwa 80 Kilometer östlich von Mérida in einer Höhe von 400 m. Der Río Zújar durchfließt die Gemeinde. 

## Demografie
| Einwohnerzahl (1900–2021)                 | Einwohnerzahl (1900–2021) | Einwohnerzahl (1900–2021) | Einwohnerzahl (1900–2021) | Einwohnerzahl (1900–2021) | Einwohnerzahl (1900–2021) | Einwohnerzahl (1900–2021) | Einwohnerzahl (1900–2021) | Einwohnerzahl (1900–2021) | Einwohnerzahl (1900–2021) | Einwohnerzahl (1900–2021) | Einwohnerzahl (1900–2021) | Einwohnerzahl (1900–2021) | Einwohnerzahl (1900–2021) | Einwohnerzahl (1900–2021) | Einwohnerzahl (1900–2021) | Einwohnerzahl (1900–2021) |
| ----------------------------------------- | ------------------------- | ------------------------- | ------------------------- | ------------------------- | ------------------------- | ------------------------- | ------------------------- | ------------------------- | ------------------------- | ------------------------- | ------------------------- | ------------------------- | ------------------------- | ------------------------- | ------------------------- | ------------------------- |
| 1900                                      | 1910                      | 1920                      | 1930                      | 1940                      | 1950                      | 1960                      | 1970                      | 1981                      | 1991                      | 2001                      | 2011                      | 2021                      |                           |                           |                           |                           |
| 7450                                      | 10135                     | 9361                      | 10072                     | 9340                      | 9494                      | 9660                      | 8106                      | 5317                      | 6069                      | 5681                      | 5293                      | 4823                      |                           |                           |                           |                           |
| Quelle: Instituto Nacional de Estadística |                           |                           |                           |                           |                           |                           |                           |                           |                           |                           |                           |                           |                           |                           |                           |                           |

## Sehenswürdigkeiten
- Archäologische Grabungsstätte La Mata (Tartessos-Kultur)
- Kirche Mariä Himmelfahrt (Iglesia de Nuestra Señora de la Asunción)

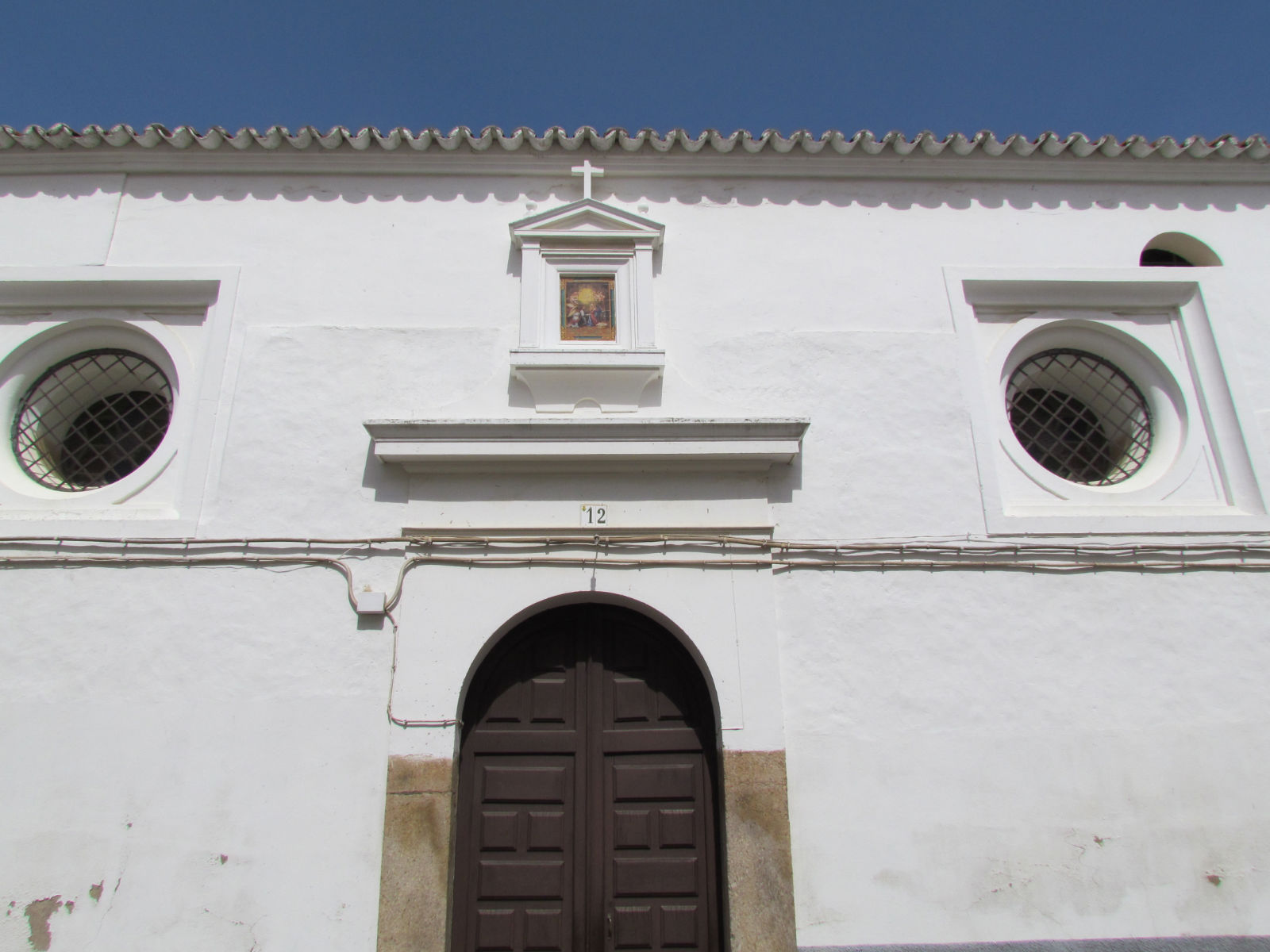
Klarissenkonvent

- Klarissenkonvent

## Persönlichkeiten
- Faustino Arévalo (1747–1824), Hymnograph und Patrologe
- Bartolomé José Gallardo (1776–1852), Romanist und Bibliothekar
- Vicenta García Miranda (1816–1877), Schriftstellerin